# Morti nel 1857
| Questa pagina contiene informazioni ricavate automaticamente dalle voci biografiche con l'ausilio del template Bio e di un bot. L'aggiornamento è periodico e automatico e ricostruisce completamente la pagina. Se manca una persona in questa lista, sei pregato di non aggiungerla, ma accertati piuttosto che la sua voce biografica contenga il template Bio e che i dati anagrafici siano correttamente compilati. Se il template Bio manca, inseriscilo tu stesso o, in alternativa, metti l'avviso {{tmp\|Bio}} che ne segnala la mancanza. Se i dati riportati sono sbagliati, correggi direttamente la voce biografica; le modifiche saranno visibili in questa lista entro pochi giorni. Per chiarimenti vedi il progetto biografie. La lista contiene solo le 230 persone che sono citate nell'enciclopedia e per le quali è stato implementato correttamente il template Bio. Pagina aggiornata al 26 giu 2025. |

## Gennaio(19)
- 2 gennaio - Enrichetta di Nassau-Weilburg, duchessa (n. 1780)
- 3 gennaio - Marie Dominique Auguste Sibour, arcivescovo cattolico francese (n. 1792)
- 5 gennaio - Gregorio Aráoz de Lamadrid, militare e politico argentino (n. 1795)
- 5 gennaio - Albert Schwegler, filologo, filosofo e teologo tedesco (n. 1819)
- 6 gennaio - Muhammad Shah di Selangor, sovrano malese
- 7 gennaio - Grigorij Aleksandrovič Stroganov, nobile e diplomatico russo (n. 1770)
- 13 gennaio - József Szén, scacchista ungherese (n. 1805)
- 14 gennaio - Johann Ludwig Christian Gravenhorst, entomologo e zoologo tedesco (n. 1777)
- 15 gennaio - August von Vécsey, militare austriaco (n. 1775)
- 17 gennaio - Federico Annibale di Thurn und Taxis, nobile e militare boemo (n. 1799)
- 20 gennaio - John Manners, V duca di Rutland, politico britannico (n. 1778)
- 21 gennaio - Franz Krüger, pittore e litografo tedesco (n. 1797)
- 22 gennaio - Antonio Conforti, militare e poeta italiano (n. 1791)
- 23 gennaio - Mills Darden, statunitense (n. 1799)
- 23 gennaio - Luigi Maria Rezzi, filologo, bibliotecario e traduttore italiano (n. 1785)
- 27 gennaio - Dorothea von Benckendorff, nobildonna tedesca (n. 1785)
- 27 gennaio - Preston Brooks, politico statunitense (n. 1819)
- 30 gennaio - Agostino Aglio, pittore, disegnatore e incisore italiano (n. 1777)
- 31 gennaio - Giovanni Casoni, ingegnere, storico e archeologo italiano (n. 1783)

## Febbraio(19)
- 1º febbraio - Louis d'Andigné, generale e nobile francese (n. 1765)
- 7 febbraio - Félix de Mérode, politico belga (n. 1791)
- 9 febbraio - Dionysios Solomos, poeta greco (n. 1798)
- 10 febbraio - David Thompson, esploratore e cartografo canadese (n. 1770)
- 11 febbraio - Juan José Bonel y Orbe, cardinale e arcivescovo cattolico spagnolo (n. 1782)
- 11 febbraio - Ferdinando Ferri, politico italiano (n. 1767)
- 12 febbraio - Aleksandr Ivanovič Osterman-Tolstoj, ufficiale russo (n. 1772)
- 13 febbraio - Ferdinand-François Châtel, prete francese (n. 1795)
- 13 febbraio - Giuseppe Doveri, matematico e filantropo italiano (n. 1792)
- 15 febbraio - Victoire de Donnissan de La Rochejaquelein, nobile e scrittrice francese (n. 1772)
- 15 febbraio - Michail Ivanovič Glinka, compositore russo (n. 1804)
- 16 febbraio - Elisha Kane, esploratore statunitense (n. 1820)
- 16 febbraio - Karl Schönhals, militare austriaco (n. 1788)
- 17 febbraio - Elisabetta Sanna, religiosa italiana (n. 1788)
- 18 febbraio - Francis Egerton, I conte di Ellesmere, politico e viaggiatore inglese (n. 1800)
- 22 febbraio - Joseph Crétin, vescovo cattolico francese (n. 1799)
- 22 febbraio - Henry Lascelles, III conte di Harewood, politico britannico (n. 1797)
- 26 febbraio - Jacob Whitman Bailey, naturalista e botanico statunitense (n. 1811)
- 28 febbraio - André Dumont, geologo, mineralogista e paleontologo belga (n. 1809)

## Marzo(20)
- 1º marzo - Johann Jakob Heckel, zoologo austriaco (n. 1790)
- 3 marzo - William Brown, ammiraglio irlandese (n. 1777)
- 3 marzo - Celestino Maria Cocle, arcivescovo cattolico italiano (n. 1783)
- 7 marzo - Giacomo Bignotti, vescovo cattolico italiano (n. 1791)
- 9 marzo - James Duff, IV conte di Fife, nobile e ufficiale scozzese (n. 1776)
- 9 marzo - Domenico Savio, santo italiano (n. 1842)
- 11 marzo - Siro Andrea Carli, politico italiano (n. 1797)
- 11 marzo - Manuel José Quintana, scrittore spagnolo (n. 1772)
- 13 marzo - William Pitt Amherst, diplomatico e politico britannico (n. 1773)
- 14 marzo - Tommaso Riario Sforza, cardinale italiano (n. 1782)
- 14 marzo - Salvatore Spinuzza, patriota italiano (n. 1829)
- 18 marzo - Maria Luisa Carlotta di Borbone-Parma, principessa italiana (n. 1802)
- 18 marzo - Pier Alessandro Paravia, letterato, traduttore e mecenate italiano (n. 1797)
- 19 marzo - William Henry Playfair, architetto britannico (n. 1790)
- 21 marzo - Abraham Jacob van der Aa, scrittore, biografo e geografo olandese (n. 1792)
- 21 marzo - Cesare Cristiani di Ravarano, magistrato e politico italiano (n. 1797)
- 21 marzo - William Scoresby, esploratore e scienziato britannico (n. 1789)
- 23 marzo - Matteo Fraccacreta, storico e poeta italiano (n. 1772)
- 26 marzo - John Mitchell Kemble, filologo e storico britannico (n. 1807)
- 27 marzo - Antonio Colla, astronomo e meteorologo italiano (n. 1806)

## Aprile(11)
- 1º aprile - Teodolinda di Leuchtenberg, nobile (n. 1814)
- 5 aprile - Ernst Christian Walz, filologo classico e grecista tedesco (n. 1802)
- 7 aprile - Karl Ludwig von Ficquelmont, generale e politico austriaco (n. 1777)
- 9 aprile - Antonio Maria Esquivel, pittore spagnolo (n. 1806)
- 9 aprile - Giovanni Pietro Aurelio Mutti, patriarca cattolico italiano (n. 1775)
- 15 aprile - Giovanni de' Brignoli di Brünnhoff, botanico italiano (n. 1774)
- 22 aprile - Luigi Rossini, incisore italiano (n. 1790)
- 23 aprile - Bernardino Bertini, politico italiano (n. 1786)
- 27 aprile - Vincenzo Grazioli, I duca di Santa Croce di Magliano, imprenditore, banchiere e nobile italiano (n. 1770)
- 30 aprile - Mario Broglia, nobile, militare e politico italiano (n. 1796)
- 30 aprile - Maria di Hannover, nobile inglese (n. 1776)

## Maggio(18)
- 2 maggio - Alfred de Musset, poeta, scrittore e drammaturgo francese (n. 1810)
- 3 maggio - Vasilij Andreevič Tropinin, pittore russo (n. 1776)
- 5 maggio - Caterina Cittadini, religiosa italiana (n. 1801)
- 8 maggio - Georg Ludwig Kobelt, anatomista tedesco (n. 1804)
- 9 maggio - Johanna Emerentia von Bilang, miniaturista svedese (n. 1777)
- 11 maggio - Eugène-François Vidocq, investigatore e criminale francese (n. 1775)
- 11 maggio - Granville Waldegrave, II barone Radstock, ammiraglio inglese (n. 1786)
- 13 maggio - Parley P. Pratt, presbitero statunitense (n. 1807)
- 15 maggio - James Macdonell, generale britannico (n. 1781)
- 16 maggio - Nasir-ud-dawlah, Asif Jah IV, principe indiano (n. 1794)
- 17 maggio - Pietro Bosso, politico italiano (n. 1799)
- 17 maggio - Adolphe Dureau de la Malle, naturalista, storico e disegnatore francese (n. 1777)
- 21 maggio - Ekaterina Pavlovna Bagration, nobildonna russa (n. 1783)
- 23 maggio - Augustin-Louis Cauchy, matematico e ingegnere francese (n. 1789)
- 25 maggio - Bam Bahadur Rana, politico nepalese (n. 1818)
- 27 maggio - Pierre-Charles Simart, scultore francese (n. 1806)
- 29 maggio - Agostina d'Aragona, patriota spagnola (n. 1786)
- 29 maggio - Sofia d'Asburgo-Lorena, nobile austriaca (n. 1855)

## Giugno(20)
- 1º giugno - William Wilberforce Bird, diplomatico e politico britannico (n. 1784)
- 2 giugno - Vincenzio Nannucci, filologo e letterato italiano (n. 1787)
- 3 giugno - Pietro Frediani, scrittore e poeta italiano (n. 1775)
- 3 giugno - Vincenzo Massoni, arcivescovo cattolico e diplomatico italiano (n. 1808)
- 5 giugno - Louis Graves, geologo, botanico e archeologo francese (n. 1791)
- 6 giugno - Katharina Tomaselli, soprano e attrice teatrale austriaca (n. 1811)
- 8 giugno - Joseph Marion Hernández, politico statunitense (n. 1788)
- 8 giugno - Douglas William Jerrold, scrittore britannico (n. 1803)
- 13 giugno - Amedeo Ravina, poeta, patriota e politico italiano (n. 1788)
- 17 giugno - Pietro Fontana, scultore italiano (n. 1782)
- 20 giugno - Aleksandr Ivanovič Černyšëv, generale, diplomatico e politico russo (n. 1786)
- 21 giugno - Louis Jacques Thénard, chimico francese (n. 1777)
- 22 giugno - Anna del Gesù di Braganza, nobile (n. 1806)
- 23 giugno - Christian Molbech, storico, critico letterario e filologo danese (n. 1783)
- 24 giugno - Benedetto Ilarj, patriota italiano (n. 1785)
- 25 giugno - André Jean Baptiste Robineau-Desvoidy, medico e entomologo francese (n. 1799)
- 26 giugno - Henry James Brooke, mineralogista e cristallografo inglese (n. 1771)
- 27 giugno - Antonio Peteani, vescovo cattolico italiano (n. 1789)
- 30 giugno - Alcide Dessalines d'Orbigny, naturalista francese (n. 1802)
- 30 giugno - Gulab Singh, indiano (n. 1792)

## Luglio(18)
- 1º luglio - George Spencer-Churchill, VI duca di Marlborough, nobile e politico britannico (n. 1793)
- 2 luglio - Giovan Battista Falcone, patriota italiano (n. 1834)
- 2 luglio - Carlo Pisacane, rivoluzionario, patriota e militare italiano (n. 1818)
- 3 luglio - Anne Stanhope, duchessa di Bedford, nobildonna britannica (n. 1783)
- 4 luglio - Henry Montgomery Lawrence, militare britannico (n. 1806)
- 4 luglio - William L. Marcy, politico statunitense (n. 1786)
- 9 luglio - Ignacio Álvarez Thomas, militare e politico argentino (n. 1787)
- 9 luglio - Filippo Farina, militare e politico italiano (n. 1795)
- 15 luglio - Carl Czerny, pianista e compositore austriaco (n. 1791)
- 15 luglio - Jean-Baptiste-Antoine Lassus, architetto e restauratore francese (n. 1807)
- 16 luglio - Pierre-Jean de Béranger, poeta e musicista francese (n. 1780)
- 19 luglio - Stefano Franscini, politico e pedagogista svizzero (n. 1796)
- 20 luglio - José María Díaz Sanjurjo, vescovo cattolico e santo spagnolo (n. 1818)
- 26 luglio - Napoléon Joseph Ney, politico francese (n. 1803)
- 29 luglio - Carlo Luciano Bonaparte, nobile, naturalista e ornitologo francese (n. 1803)
- 29 luglio - Hugh Pigot, ammiraglio britannico (n. 1775)
- 29 luglio - Thomas Jefferson Rusk, politico statunitense (n. 1803)
- 29 luglio - Vitório Maria de Sousa Coutinho, politico e militare portoghese (n. 1790)

## Agosto(11)
- 1º agosto - Giacomo De Asarta, generale e politico italiano (n. 1780)
- 2 agosto - Adelaide Antici Leopardi, nobildonna italiana (n. 1778)
- 3 agosto - Eugène Sue, scrittore francese (n. 1804)
- 4 agosto - James Cochran Dobbin, politico statunitense (n. 1814)
- 13 agosto - Thomas Henry Duthie, imprenditore sudafricano (n. 1806)
- 15 agosto - Johann Friedrich Naumann, ornitologo e incisore tedesco (n. 1780)
- 19 agosto - Tamatoa IV, re (n. 1797)
- 22 agosto - Claude-Étienne Chaillou des Barres, avvocato, politico e scrittore francese (n. 1784)
- 23 agosto - Carl Ludwig Koch, entomologo e aracnologo tedesco (n. 1778)
- 26 agosto - Sof'ja Petrovna Sojmonova, nobildonna russa (n. 1782)
- 29 agosto - Emilia Goggi, mezzosoprano italiana (n. 1817)

## Settembre(19)
- 2 settembre - Martin Lichtenstein, medico, esploratore e zoologo tedesco (n. 1780)
- 3 settembre - Jean Baptiste McLoughlin, politico canadese (n. 1784)
- 4 settembre - Paolo Maria Mondìo, vescovo cattolico italiano (n. 1795)
- 5 settembre - Auguste Comte, filosofo francese (n. 1798)
- 5 settembre - Mary Ann Duff, attrice teatrale inglese (n. 1794)
- 6 settembre - Anna Mary Dashwood, nobildonna inglese (n. 1790)
- 6 settembre - Johann Schweigger, chimico e fisico tedesco (n. 1779)
- 8 settembre - Jean François Boissonade de Fontarabie, storico francese (n. 1774)
- 10 settembre - Antonio Mezzanotte, letterato e scrittore italiano (n. 1786)
- 16 settembre - Eugenio di Württemberg, generale tedesco (n. 1788)
- 18 settembre - Karol Kurpiński, compositore, direttore d'orchestra e pedagogo polacco (n. 1785)
- 18 settembre - Franco Maccagnone, architetto italiano (n. 1807)
- 18 settembre - Étienne Marc Quatremère, orientalista e arabista francese (n. 1782)
- 19 settembre - Giulio Cordero di San Quintino, numismatico e archeologo italiano (n. 1778)
- 21 settembre - Sunwon di Joseon, regina coreana (n. 1789)
- 22 settembre - Daniele Manin, patriota e politico italiano (n. 1804)
- 25 settembre - Astolphe de Custine, viaggiatore e scrittore francese (n. 1790)
- 27 settembre - Johann Christian Albers, medico e zoologo tedesco (n. 1795)
- 30 settembre - Guillaume Dode de la Brunerie, generale francese (n. 1775)

## Ottobre(24)
- 1º ottobre - Johann Bordolo von Boreo, militare austriaco (n. 1792)
- 1º ottobre - Pasquale Sottocorno, patriota italiano (n. 1819)
- 7 ottobre - Louis McLane, politico e avvocato statunitense (n. 1786)
- 7 ottobre - Karl von Reyher, generale prussiano (n. 1786)
- 8 ottobre - Maria Augusta di Sassonia, principessa sassone (n. 1827)
- 10 ottobre - Thomas Crawford, scultore statunitense (n. 1814)
- 10 ottobre - Josef Ressel, inventore austriaco (n. 1793)
- 10 ottobre - George Washington Parke Custis, scrittore statunitense (n. 1781)
- 11 ottobre - Francesco de' Medici di Ottajano, cardinale italiano (n. 1808)
- 11 ottobre - Jean-Pierre Thénot, pittore francese (n. 1803)
- 13 ottobre - Sergej Grigor'evič Lomonosov, politico e diplomatico russo (n. 1799)
- 14 ottobre - Elena Ivanovna Andrejanova, ballerina russa (n. 1819)
- 14 ottobre - Johan Christian Dahl, pittore norvegese (n. 1788)
- 15 ottobre - Giovanni Antonio Labus, scultore italiano (n. 1806)
- 20 ottobre - Gaspare Martellini, pittore italiano (n. 1785)
- 20 ottobre - Ours-Pierre-Armand Petit-Dufrénoy, geologo e mineralogista francese (n. 1792)
- 21 ottobre - Aleksej Vasil'evič Šeremetev, nobile russo (n. 1800)
- 22 ottobre - Sibylle Mertens-Schaaffhausen, collezionista d'arte e archeologa tedesca (n. 1797)
- 24 ottobre - Johann Christian Friedrich Steudel, teologo tedesco (n. 1779)
- 27 ottobre - Aleksandr Ivanovič Gagarin, militare e nobile russo (n. 1801)
- 28 ottobre - Giulio Boninsegni, presbitero, storico e diplomatico italiano (n. 1786)
- 28 ottobre - Louis Eugène Cavaignac, politico e generale francese (n. 1802)
- 29 ottobre - Alberto Barbolani di Montauto, patriarca cattolico e funzionario italiano (n. 1804)
- 29 ottobre - Giuseppe Siccardi, giurista e politico italiano (n. 1802)

## Novembre(19)
- 1º novembre - Valentino Vignone, vescovo cattolico italiano (n. 1805)
- 2 novembre - Paolo Gazola, architetto italiano (n. 1787)
- 5 novembre - Edmund Davy, chimico, docente e inventore britannico (n. 1785)
- 6 novembre - Maria Amalia di Borbone-Due Sicilie, principessa italiana (n. 1818)
- 10 novembre - Vittoria di Sassonia-Coburgo-Koháry, duchessa (n. 1822)
- 11 novembre - Jacques Pierre Charles Abbatucci, politico francese (n. 1792)
- 12 novembre - Manuel Oribe, politico uruguaiano (n. 1792)
- 12 novembre - Massimiliano Spinola, entomologo italiano (n. 1780)
- 15 novembre - Elena Gnoli, poetessa italiana (n. 1834)
- 15 novembre - Guilherme Henriques de Carvalho, cardinale e patriarca cattolico portoghese (n. 1793)
- 15 novembre - Anton Tomaschek, austriaco (n. 1806)
- 16 novembre - George Gliddon, egittologo inglese (n. 1809)
- 16 novembre - Christian Gottlob Kayser, editore tedesco (n. 1782)
- 18 novembre - John Fleming, naturalista, zoologo e geologo britannico (n. 1785)
- 18 novembre - Federico Magnus II di Solms-Wildenfels, nobile e militare tedesco (n. 1777)
- 24 novembre - James Gillespie Birney, politico statunitense (n. 1792)
- 24 novembre - Henry Havelock, militare britannico (n. 1795)
- 26 novembre - Joseph von Eichendorff, poeta, scrittore e drammaturgo tedesco (n. 1788)
- 29 novembre - Marie Ommeganck, pittrice belga (n. 1784)

## Dicembre(14)
- 2 dicembre - Filippo Agricola, pittore italiano (n. 1795)
- 3 dicembre - Christian Daniel Rauch, scultore tedesco (n. 1777)
- 6 dicembre - Jean Claude Eugène Péclet, fisico francese (n. 1793)
- 8 dicembre - Vasilij Alekseevič Perovskij, militare russo (n. 1795)
- 15 dicembre - George Cayley, ingegnere britannico (n. 1773)
- 17 dicembre - Francis Beaufort, ammiraglio, cartografo e esploratore britannico (n. 1774)
- 22 dicembre - Nicola Blanc, imprenditore e politico italiano (n. 1780)
- 23 dicembre - Cesare Bertagnini, chimico italiano (n. 1827)
- 23 dicembre - Achille Devéria, pittore e disegnatore francese (n. 1800)
- 24 dicembre - Robert Carter Nicholas, politico statunitense (n. 1793)
- 27 dicembre - Antoine Brun-Rollet, esploratore francese (n. 1810)
- 27 dicembre - Frederick Spencer, IV conte Spencer, nobile e politico inglese (n. 1798)
- 28 dicembre - Antonio Amary, geologo italiano (n. 1816)
- 30 dicembre - János Hám, vescovo cattolico ungherese (n. 1781)

## Senza giorno specificato(18)
- Faustina Bracci, artista italiana (n. 1785)
- Agostino Capodistria, militare e politico greco (n. 1778)
- Robert Carswell, medico, anatomista e illustratore britannico (n. 1793)
- Karl August Credner, teologo tedesco (n. 1797)
- Cuchillo Negro, condottiero nativo americano
- Giuseppe De Matthaeis, chirurgo e archeologo italiano (n. 1777)
- Gian Carlo Di Negro, nobile e poeta italiano (n. 1769)
- Alessandro François, archeologo italiano (n. 1796)
- Joseph Huntley, imprenditore inglese (n. 1775)
- Michele Lamparelli, medico italiano (n. 1776)
- Girolamo Moech, pittore italiano (n. 1792)
- Manuel Moreno, politico argentino (n. 1781)
- Luigi Mussi, tipografo, editore e politico italiano (n. 1780)
- Harriet Elizabeth Savill, attrice teatrale inglese (n. 1789)
- Frederick Scott Archer, fotografo britannico (n. 1813)
- Luigi Serristori, economista e politico italiano (n. 1793)
- Tun Ali di Pahang, sovrano malese (n. 1782)
- Gasim bey Zakir, poeta azero (n. 1784)